# Zamek Alnwick
Zamek Alnwick (ang. Alnwick Castle) – zamek położony w Anglii, w mieście Alnwick (hrabstwo Northumberland). Jest zimową rezydencją książąt Northumberland, wywodzących się z rodziny Percych. Od wiosny do późnej jesieni stanowi on jedną z głównych atrakcji turystycznych regionu. W zamku znajduje się bogato wyposażona biblioteka oraz zbiór obrazów przedstawiających postacie z wielu różnych rodów. Na przylegających do zamku terenach leżą ogrody z licznymi fontannami.
W ogrodzie dom na drzewie, w którym mieści się restauracja. Na terenie zamku organizowane są pokazy ptaków łownych, walki rycerskie i koncerty i inne atrakcje.
Zamek Alnwick był planem filmowym kilkunastu filmów, m.in. wszystkich części Harry’ego Pottera.